# Asmate narbonea
Asmate narbonea là một loài bướm đêm trong họ Geometridae.